# Пашук Андрій-Ярослав Іванович

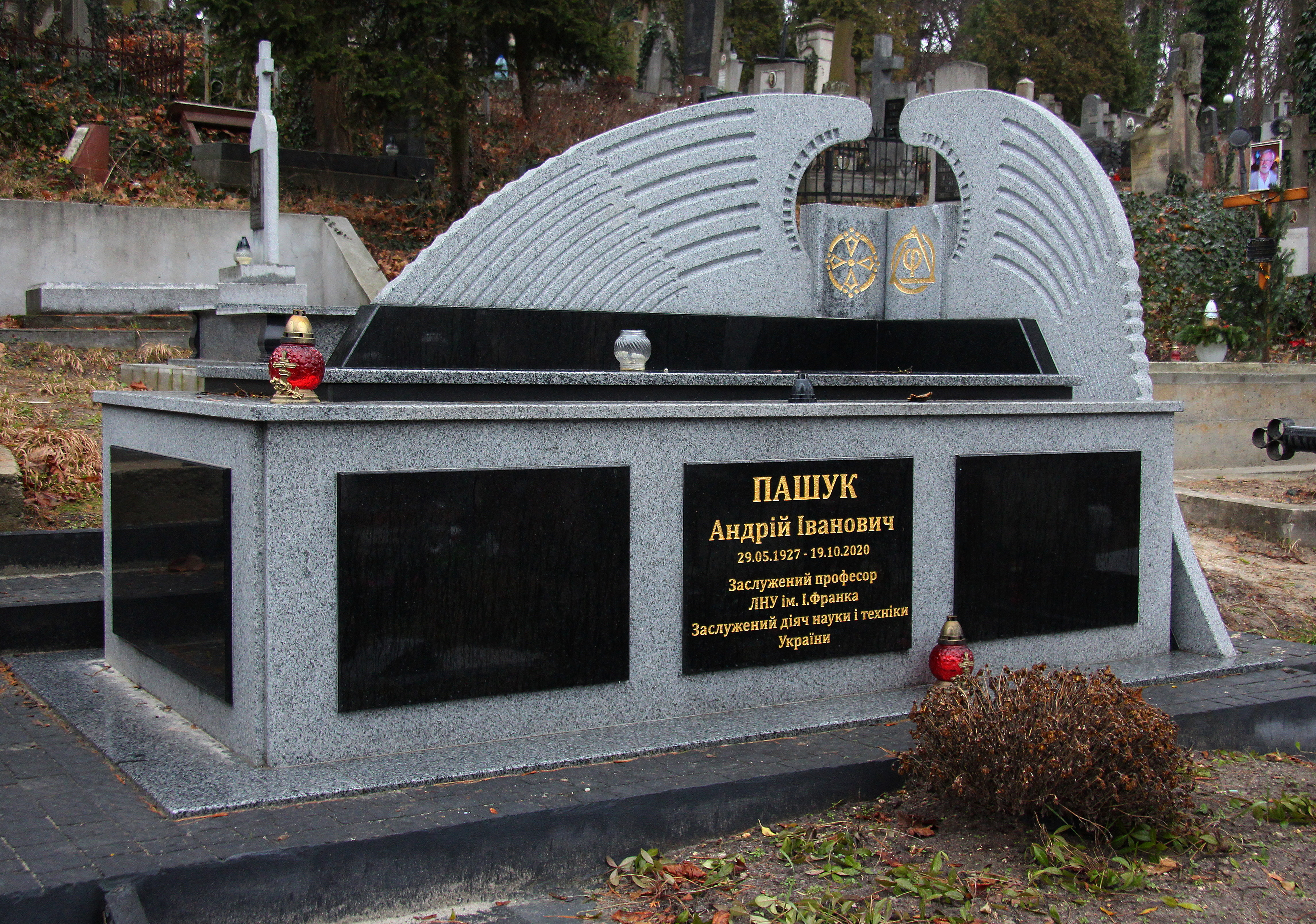

Пашук Андрій-Ярослав Іванович (29 травня 1927, с. Скорики, Тернопільського району, Тернопільської області — 19 жовтня 2020, м. Львів) — український філософ, доктор філософських наук, професор, завідувач кафедри історії філософії Львівського національного університету імені Івана Франка, член Вченої ради філософського факультету Львівського університету, член Вченої ради університету. Декан філософського факультету (1992—1996). Член спеціалізованої Вченої ради із захисту докторських та кандидатських дисертацій з філософських та політичних наук. Дійсний член НТШ (з 1992), Заслужений діяч науки і техніки України (1999), Заслужений професор Львівського університету (2001), нагороджений Грамотою Президії Верховної Ради УРСР (30 березня 1990 р.) та орденом «За заслуги» III ступеня (жовтень 2011 р.).

## Біографія
Пашук Андрій Іванович народився 29 травня 1927 року в с. Скорики нині Тернопільського району. 1950 р. закінчив історичний факультет Львівського державного університету імені Івана Франка з відзнакою. У 1950—1951 рр. навчався на курсах підготовки викладачів суспільних наук у відділі філософії, організованих Міністерством освіти і науки УРСР у Київському державному університеті імені Тараса Шевченка. З 1951 р. за призначенням Міністерства освіти УРСР був зарахований старшим викладачем кафедри філософії Львівського державного університету імені Івана Франка. 1954 р. захистив кандидатську дисертацію на тему «Бази і надбудова суспільства», а 1967 р. докторську дисертацію «С. Подолинський та ідеологічна боротьба на Україні в 70 — на поч. 80-х років ХІХ ст.». Проф. Пашук А. І. з 1985 року — завідувач кафедри філософії, з 1993 — історії філософії, з 1992 до 1996 року — перший декан відновленого філософського факультету Львівського університету.
Проф. Пашук А. І. - фундатор історико-філософської наукової школи, яка своїми здобутками відома не лише в Україні, але й за кордоном. Заслуга проф. Пашука А. І. та очолюваної ним історико-філософської школи полягає передусім у фундаментальних дослідженнях історико-філософських проблем духовної культури України.
А. І. Пашук бере активну участь у науково-видавничій діяльності. Протягом 1992—2000 рр. — відповідальний редактор "Вісника Львівського національного університету" (серія "Філософські науки"), член низки редколегій наукових видань, зокрема — "Соціогуманітарні проблеми людини" ЗНЦ НАН і МОН України, "Записки НТШ" (серія філософська) та ін.
Вагомими є результати наукової та науково-методичної діяльності професора А. І. Пашука. Він є автором понад 200 друкованих праць, серед них 9 індивідуальних монографій та навчальних посібників з грифом МОН України: "Соціологічні і суспільно-політичні погляди С. А. Подолинського" (1965); "Іван Вишенський — мислитель і борець" (1990); "Українська Церква і незалежність України" (2007);"Філософський світогляд Івана Франка" (2007); "Нариси з історії філософії Середніх віків" (2007).
Плідними є результати діяльності професора у справі підготовки наукових кадрів. Під його керівництвом підготували і захистили кандидатські дисертації 34 аспіранти і здобувачі, два науковці захистили докторські дисертації. Упродовж тривалого часу він був головою спеціалізованої Вченої ради з філософських наук у Львівському університеті. Був заступником голови спеціалізованої Вченої ради із захисту докторських і кандидатських дисертацій з філософських наук у Львівському університеті.
Проф. А. І. Пашук був активним учасником громадського життя Львова і області. А. І. Пашук також був членом Наукового товариства Шевченка, керівником його історико-філософського відділення. З 1989 до 1995 року — голова Ради трудового колективу Львівського Університету.

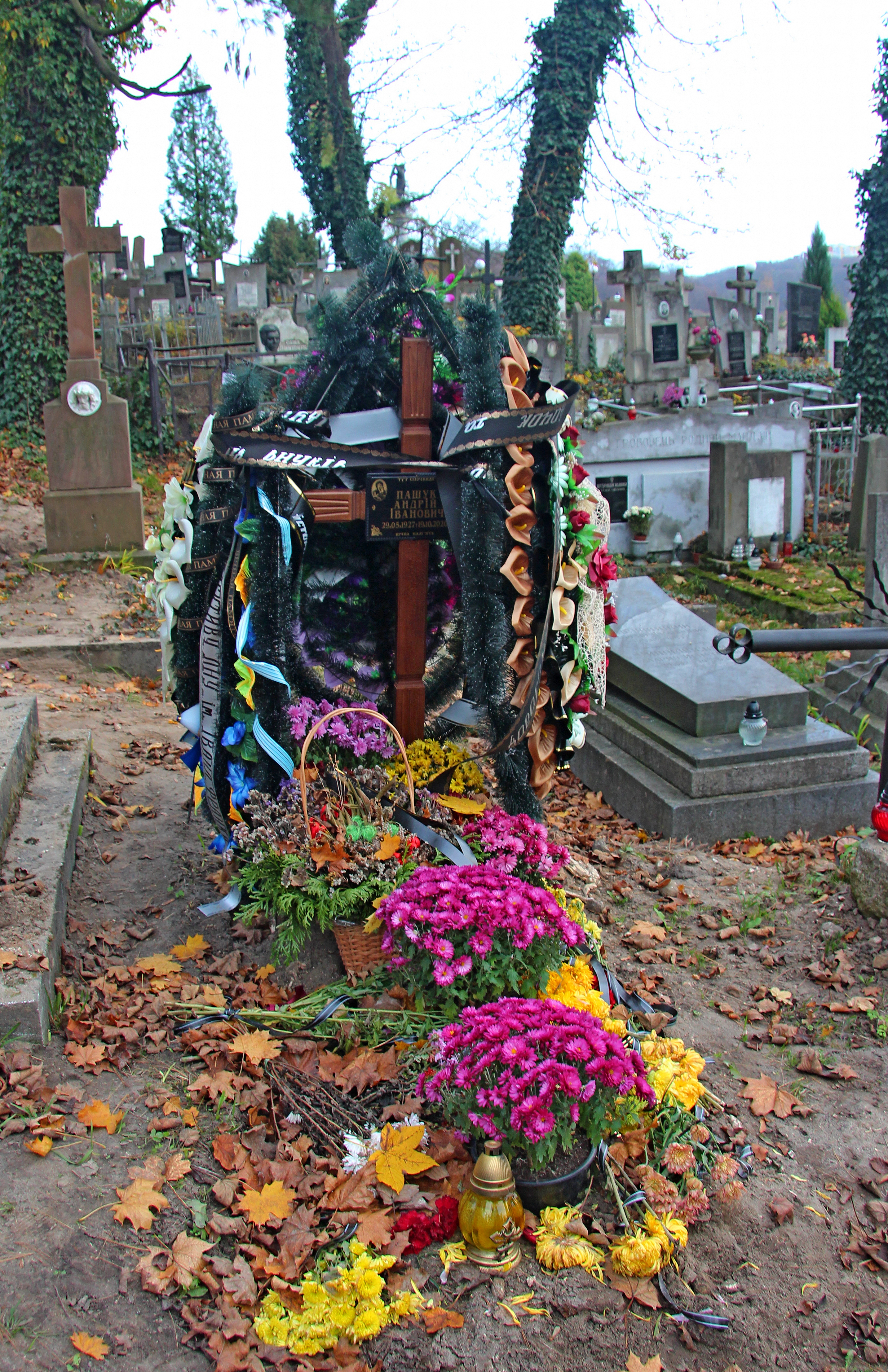

Похований у Львові на полі №50 Личаківського цвинтаря.

## Науковий доробок
Наукові інтереси: історія філософії, історія середньовічної філософії, історія філософської думки в Україні. Автор низки наукових праць з історії філософії, зокрема монографій:
- Соціологічні та суспільно-політичні погляди С. А. Подолинського (1965);
- Проблеми суспільного розвитку в ідеології революційного демократизму України (1982);
- Іван Вишенський — мислитель і борець (1990);
- Українська церква і незалежність України (2003);
- Філософський світогляд Івана Франка (Львів, 2007);
- Нариси з історії філософії Середніх віків (К., 2007).